# Ani Wangelowa
Ani Wangelowa (bulgarisch Ани Вангелова; * 14. Juli 1993) ist eine bulgarische Tennisspielerin.

## Karriere
Wangelowa spielte bislang vorrangig Turniere der ITF Women’s World Tennis Tour, wo sie bisher drei Titel im Doppel gewinnen konnte.
2011 erhielt sie eine Wildcard für das Hauptfeld im Dameneinzel des mit 100.000 US-Dollar dotierten Allianz Cups. Sie scheiterte aber bereits in der ersten Runde an Çağla Büyükakçay klar mit 0:6 und 1:6.

## Turniersiege

### Doppel
| Nr. | Datum             | Turnier    | Kategorie   | Belag | Partnerin            | Finalgegnerinnen                     | Ergebnis         |
| --- | ----------------- | ---------- | ----------- | ----- | -------------------- | ------------------------------------ | ---------------- |
| 1.  | 15. Oktober 2016  | Antalya    | ITF $10.000 | Sand  | Berfu Cengiz         | Cristina Adamescu Sadafmoch Tolibowa | 6:3, 6:4         |
| 2.  | 9. Juni 2017      | Banja Luka | ITF $15.000 | Sand  | Berfu Cengiz         | Riya Bhatia Tamara Čurović           | 7:5, 7:64        |
| 3.  | 17. November 2018 | Iraklio    | ITF $15.000 | Sand  | Anna Jakowlewa       | Mary Closs Kimmy A Guerin            | ohne Spiel       |
| 4.  | 28. Mai 2022      | Iraklio    | ITF W15     | Sand  | Noelia Bouzo Zanotti | Elena Korokozidi Ellie Logotheti     | 3:6, 6:4, [10:4] |